# Challenge Cup 2017-2018 (pallavolo maschile)
La Challenge Cup 2017-2018, 38ª edizione della Challenge Cup di pallavolo maschile, si è svolta dal 21 novembre 2017 all'11 aprile 2018: al torneo hanno partecipato quarantatré squadre di club europee e la vittoria finale è andata per la prima volta alla Porto Robur Costa.

## Regolamento
Le squadre hanno disputato un secondo turno, sedicesimi di finale, ottavi di finale, quarti di finale, semifinali e finale, tutte giocate con gare di andata e ritorno (coi punteggi di 3-0 e 3-1 sono stati assegnati 3 punti alla squadra vincente e 0 a quella perdente, col punteggio di 3-2 sono stati assegnati 2 punti alla squadra vincente e 1 a quella perdente; in caso di parità di punti dopo le due partite è stato disputato un golden set).

## Squadre partecipanti
| - Graz - Raiffeisen Waldviertel - Lokomotiv Baku - Menen - Budaŭnik Minsk - Levski Bool - Montana - APOEL - Nea Salamis - Pafiakos - HAOK Mladost | - Mladost Kaštela - Gentofte - Pärnu - Tours - Foinikas Syro - Olympiakos - Hapoël Kfar Saba - Porto Robur Costa - Strassen - Førde - Tromsø | - Viking - Orion - Benfica - Fonte do Bastardo - Brno - Karlovarsko - Steaua Bucarest - Tricolorul Ploiești - Zalău - Gazprom-Jugra - Košice | - Spartak Myjava - VKP Nitra - Losanna UC - Näfels - Schönenwerd - İnegöl - Maliye Piyango - Lokomotyv Charkiv - Kaposvár - Pénzügyőr |

## Torneo

### Secondo turno

#### Andata
| 22 novembre 2017 İnegöl Kapalı Spor Salonu, İnegöl Durata: 1h:16 - Spettatori: 1 600 | İnegöl           | 0 - 3 | Olympiakos             | 23-25, 14-25, 18-25               |
| 22 novembre 2017 University Sports Hall, Losanna Durata: 1h:17 - Spettatori: 750     | Losanna UC       | 3 - 0 | Tricolorul Ploiești    | 25-21, 25-19, 25-22               |
| 22 novembre 2017 Sports Hall Benfica, Lisbona Durata: 1h:46 - Spettatori: 450        | Benfica          | 3 - 1 | Zalău                  | 26-24, 19-25, 25-23, 25-16        |
| 22 novembre 2017 Hall Omnisports, Strassen Durata: 1h:40 - Spettatori: 450           | Strassen         | 1 - 3 | Levski Bool            | 25-22, 16-25, 20-25, 20-25        |
| 22 novembre 2017 Green Hall, Kfar Saba Durata: 1h:22 - Spettatori: 750               | Hapoël Kfar Saba | 3 - 0 | Nea Salamis            | 25-19, 25-21, 25-12               |
| 21 novembre 2017 A.Y.S. Sport Hall, Baku Durata: 1h:21 - Spettatori: 1 500           | Lokomotiv Baku   | 3 - 0 | APOEL                  | 25-20, 25-21, 25-19               |
| 21 novembre 2017 Gradska Dvorana, Castelvecchio Durata: 1h:10 - Spettatori: 270      | Mladost Kaštela  | 0 - 3 | Brno                   | 9-25, 21-25, 18-25                |
| 21 novembre 2017 Mestská športová hala, Myjava Durata: 1h:47 - Spettatori: 450       | Spartak Myjava   | 3 - 1 | Raiffeisen Waldviertel | 25-23, 18-25, 25-21, 25-20        |
| 22 novembre 2017 Kaposvár, Kaposvár Durata: 2h:10 - Spettatori: 400                  | Kaposvár         | 2 - 3 | VKP Nitra              | 17-25, 25-18, 25-21, 22-25, 12-15 |
| 21 novembre 2017 Tromsøhallen, Tromsø Durata: 1h:18 - Spettatori: 450                | Tromsø           | 0 - 3 | Gentofte               | 25-27, 20-25, 20-25               |
| 22 novembre 2017 Haukelandshallen, Bergen Durata: 2h:04 - Spettatori: 200            | Viking           | 2 - 3 | Førde                  | 18-25, 25-21, 25-19, 27-29, 9-15  |

#### Ritorno
| 29 novembre 2017 Melina Merkourī Hall, Rentis Durata: 2h:02 - Spettatori: 600               | Olympiakos             | 1 - 3 | İnegöl           | 24-26, 25-17, 20-25, 21-25 Golden set: 15-13 |
| 29 novembre 2017 Sala Sporturilor Olimpia, Ploiești Durata: 2h:06 - Spettatori: 500         | Tricolorul Ploiești    | 3 - 2 | Losanna UC       | 24-26, 18-25, 25-20, 25-21, 15-11            |
| 29 novembre 2017 Sala Sporturilor, Zalău Durata: 2h:23 - Spettatori: 800                    | Zalău                  | 2 - 3 | Benfica          | 22-25, 25-18, 25-27, 25-22, 10-15            |
| 29 novembre 2017 Hristo Botev Hall, Sofia Durata: 1h:06 - Spettatori: 160                   | Levski Bool            | 3 - 0 | Strassen         | 25-13, 25-15, 25-19                          |
| 28 novembre 2017 Spyros Kyprianou Athletic Center, Limassol Durata: 1h:40 - Spettatori: 220 | Nea Salamis            | 1 - 3 | Hapoël Kfar Saba | 25-17, 18-25, 19-25, 18-25                   |
| 29 novembre 2017 Lefkotheo, Egkōmī Durata: 1h:44 - Spettatori: 150                          | APOEL                  | 3 - 1 | Lokomotiv Baku   | 19-25, 25-22, 25-11, 25-15 Golden set: 11-15 |
| 30 novembre 2017 Městská Hala Vodova, Brno Durata: 1h:36 - Spettatori: 310                  | Brno                   | 3 - 1 | Mladost Kaštela  | 18-25, 25-15, 25-19, 25-16                   |
| 28 novembre 2017 Sporthalle, Zwettl-Niederösterreich Durata: 1h:37 - Spettatori: 567        | Raiffeisen Waldviertel | 3 - 0 | Spartak Myjava   | 25-20, 25-20, 28-26 Golden set: 15-13        |
| 29 novembre 2017 Mestská športová hala, Nitra Durata: 1h:08 - Spettatori: 200               | VKP Nitra              | 3 - 0 | Kaposvár         | 25-22, 25-10, 27-25                          |
| 29 novembre 2017 Kildeskovshallen, Gentofte Durata: 1h:18 - Spettatori: 190                 | Gentofte               | 3 - 0 | Tromsø           | 25-20, 25-19, 29-27                          |
| 29 novembre 2017 Førdehuset, Førde Durata: 1h:48 - Spettatori: 515                          | Førde                  | 1 - 3 | Viking           | 27-25, 21-25, 13-25, 16-25                   |

#### Squadre qualificate
| - Lokomotiv Baku - Levski Bool - Gentofte - Olympiakos - Hapoël Kfar Saba - Førde | - Benfica - Brno - Spartak Myjava - VKP Nitra - Losanna UC |

### Sedicesimi di finale

#### Andata
| 6 dicembre 2017 Sport 11 Hall, Budapest Durata: 1h:06 - Spettatori: 450             | Pénzügyőr              | 0 - 3 | Gazprom-Jugra     | 19-25, 13-25, 17-25               |
| 6 dicembre 2017 Universiada, Sofia Durata: 1h:40 - Spettatori: 543                  | Levski Bool            | 3 - 1 | Orion             | 22-25, 25-15, 25-16, 25-18        |
| 6 dicembre 2017 Dom odbojke Bojan Stranić, Zagabria Durata: 2h:21 - Spettatori: 200 | HAOK Mladost           | 2 - 3 | Karlovarsko       | 26-24, 23-25, 24-26, 25-23, 12-15 |
| 5 dicembre 2017 Sporthalle, Zwettl-Niederösterreich Durata: 1h:49 - Spettatori: 264 | Raiffeisen Waldviertel | 1 - 3 | Näfels            | 19-25, 25-23, 15-25, 22-25        |
| 7 dicembre 2017 Mehrzweckhalle Erlimatt, Däniken Durata: 1h:19 - Spettatori: 300    | Schönenwerd            | 0 - 3 | Menen             | 15-25, 15-25, 24-26               |
| 6 dicembre 2017 Afrodite Hall, Pafo Durata: 1h:52 - Spettatori: 450                 | Pafiakos               | 1 - 3 | Pärnu             | 28-26, 22-25, 21-25, 17-25        |
| 7 dicembre 2017 A.Y.S. Sport Hall, Baku Durata: 1h:52 - Spettatori: 400             | Lokomotiv Baku         | 3 - 1 | Fonte do Bastardo | 25-23, 21-25, 28-26, 25-20        |
| 6 dicembre 2017 Melina Merkourī Hall, Rentis Durata: 1h:35 - Spettatori: 700        | Olympiakos             | 3 - 0 | Tours             | 26-24, 25-21, 25-23               |
| 7 dicembre 2017 Mestská športová hala, Nitra Durata: 1h:38 - Spettatori: 400        | VKP Nitra              | 1 - 3 | Maliye Piyango    | 18-25, 27-25, 15-25, 22-25        |
| 6 dicembre 2017 University Sports Hall, Losanna Durata: 2h:20 - Spettatori: 500     | Losanna UC             | 3 - 2 | Budaŭnik Minsk    | 23-25, 25-17, 32-30, 20-25, 15-9  |
| 5 dicembre 2017 Green Hall, Kfar Saba Durata: 1h:51 - Spettatori: 250               | Hapoël Kfar Saba       | 1 - 3 | Montana           | 19-25, 25-19, 18-25, 20-25        |
| 6 dicembre 2017 Haukelandshallen, Bergen Durata: 1h:11 - Spettatori: 200            | Viking                 | 0 - 3 | Foinikas Syro     | 15-25, 22-25, 19-25               |
| 6 dicembre 2017 Mestská športová hala, Humenné Durata: 1h:23 - Spettatori: 900      | Košice                 | 0 - 3 | Steaua Bucarest   | 17-25, 20-25, 15-25               |
| 5 dicembre 2017 Sports Hall Benfica, Lisbona Durata: 1h:03 - Spettatori: 350        | Benfica                | 3 - 0 | Graz              | 25-17, 25-16, 25-16               |
| 6 dicembre 2017 Městská Hala Vodova, Brno Durata: 1h:12 - Spettatori: 450           | Brno                   | 3 - 0 | Lokomotyv Charkiv | 25-23, 25-19, 25-19               |
| 6 dicembre 2017 Gentoftehallen, Gentofte Durata: 1h:09 - Spettatori: 400            | Gentofte               | 0 - 3 | Porto Robur Costa | 19-25, 12-25, 20-25               |

#### Ritorno
| 20 dicembre 2017 Prem'er-Arena, Surgut Durata: 1h:05 - Spettatori: 2 000                          | Gazprom-Jugra     | 3 - 0 | Pénzügyőr              | 25-13, 25-14, 25-15                          |
| 20 dicembre 2017 SaZa Topsporthal, Doetinchem Durata: 1h:45 - Spettatori: 575                     | Orion             | 3 - 0 | Levski Bool            | 27-25, 25-20, 25-21 Golden set: 15-13        |
| 20 dicembre 2017 Sports Hall, Karlovy Vary Durata: 1h:17 - Spettatori: 750                        | Karlovarsko       | 3 - 0 | HAOK Mladost           | 25-17, 25-13, 25-22                          |
| 20 dicembre 2017 Linth-arena, Glarona Nord Durata: 2h:01 - Spettatori: 450                        | Näfels            | 3 - 1 | Raiffeisen Waldviertel | 25-15, 20-25, 25-17, 26-24                   |
| 20 dicembre 2017 CC De Steiger, Menen Durata: 1h:36 - Spettatori: 450                             | Menen             | 3 - 1 | Schönenwerd            | 25-23, 25-17, 16-25, 25-15                   |
| 20 dicembre 2017 Sports Hall, Pärnu Durata: 1h:21 - Spettatori: 850                               | Pärnu             | 3 - 0 | Pafiakos               | 25-19, 25-23, 25-17                          |
| 20 dicembre 2017 C. D. Vitorino Nemésio, Vila da Praia da Vitória Durata: 1h:54 - Spettatori: 555 | Fonte do Bastardo | 3 - 0 | Lokomotiv Baku         | 25-13, 25-20, 25-13 Golden set: 23-25        |
| 19 dicembre 2017 Salle Robert-Grenon, Tours Durata: 1h:48 - Spettatori: 2 800                     | Tours             | 3 - 0 | Olympiakos             | 25-22, 25-21, 25-20 Golden set: 11-15        |
| 20 dicembre 2017 Başkent Voleybol Salonu, Ankara Durata: 1h:14 - Spettatori: 225                  | Maliye Piyango    | 3 - 0 | VKP Nitra              | 25-16, 25-16, 26-24                          |
| 20 dicembre 2017 Čižovka-Arena, Minsk Durata: 1h:22 - Spettatori: 850                             | Budaŭnik Minsk    | 3 - 0 | Losanna UC             | 27-25, 25-16, 25-17                          |
| 21 dicembre 2017 Mladost Montana, Montana Durata: 2h:05 - Spettatori: 820                         | Montana           | 3 - 2 | Hapoël Kfar Saba       | 27-29, 25-17, 25-20, 20-25, 16-14            |
| 20 dicembre 2017 KG Ermoupolīs D. Vikelas, Siro-Ermopoli Durata: 1h:46 - Spettatori: 500          | Foinikas Syro     | 3 - 2 | Viking                 | 25-15, 18-25, 25-14, 17-25, 15-12            |
| 20 dicembre 2017 Sala Mihai Viteazu, Bucarest Durata: 1h:29 - Spettatori: 400                     | Steaua Bucarest   | 3 - 0 | Košice                 | 25-22, 25-20, 30-28                          |
| 19 dicembre 2017 Bluebox, Graz Durata: 1h:08 - Spettatori: 430                                    | Graz              | 0 - 3 | Benfica                | 13-25, 16-25, 18-25                          |
| 20 dicembre 2017 Sports Palace Lokomotyv, Charkiv Durata: 2h:06 - Spettatori: 2 500               | Lokomotyv Charkiv | 3 - 1 | Brno                   | 26-24, 25-18, 24-26, 30-28 Golden set: 12-15 |
| 21 dicembre 2017 PalaDeAndré, Ravenna Durata: 1h:54 - Spettatori: 1 250                           | Porto Robur Costa | 3 - 2 | Gentofte               | 25-9, 20-25, 25-19, 25-27, 15-9              |

#### Squadre qualificate
| - Lokomotiv Baku - Menen - Budaŭnik Minsk - Montana - Foinikas Syro - Olympiakos - Pärnu - Porto Robur Costa | - Orion - Benfica - Brno - Karlovarsko - Steaua Bucarest - Gazprom-Jugra - Näfels - Maliye Piyango |

### Ottavi di finale

#### Andata
| 17 gennaio 2018 Prem'er-Arena, Surgut Durata: 1h:45 - Spettatori: 900           | Gazprom-Jugra     | 3 - 1 | Orion          | 21-25, 25-21, 26-24, 25-13        |
| 17 gennaio 2018 Sports Hall, Karlovy Vary Durata: 1h:52 - Spettatori: 750       | Karlovarsko       | 1 - 3 | Näfels         | 24-26, 25-19, 23-25, 22-25        |
| 16 gennaio 2018 Sports Hall, Pärnu Durata: 1h:44 - Spettatori: 820              | Pärnu             | 1 - 3 | Menen          | 22-25, 25-19, 19-25, 22-25        |
| 17 gennaio 2018 Melina Merkourī Hall, Rentis Durata: 1h:08 - Spettatori: 600    | Olympiakos        | 3 - 0 | Lokomotiv Baku | 25-22, 25-18, 25-8                |
| 17 gennaio 2018 Başkent Voleybol Salonu, Ankara Durata: 1h:12 - Spettatori: 300 | Maliye Piyango    | 3 - 0 | Budaŭnik Minsk | 25-21, 25-15, 25-19               |
| 17 gennaio 2018 Mladost Montana, Montana Durata: 1h:46 - Spettatori: 800        | Montana           | 3 - 1 | Foinikas Syro  | 25-22, 23-25, 25-17, 25-23        |
| 18 gennaio 2018 Sala Mihai Viteazu, Bucarest Durata: 2h:02 - Spettatori: 550    | Steaua Bucarest   | 2 - 3 | Benfica        | 25-21, 16-25, 17-25, 25-20, 11-15 |
| 17 gennaio 2018 PalaDeAndré, Ravenna Durata: 1h:05 - Spettatori: 1 200          | Porto Robur Costa | 3 - 0 | Brno           | 25-15, 25-19, 25-14               |

#### Ritorno
| 31 gennaio 2018 SaZa Topsporthal, Doetinchem Durata: 1h:13 - Spettatori: 1 000          | Orion          | 0 - 3 | Gazprom-Jugra     | 20-25, 14-25, 17-25               |
| 31 gennaio 2018 Linth-arena, Glarona Nord Durata: 2h:18 - Spettatori: 376               | Näfels         | 3 - 2 | Karlovarsko       | 25-23, 27-29, 25-21, 19-25, 16-14 |
| 31 gennaio 2018 CC De Steiger, Menen Durata: 1h:12 - Spettatori: 550                    | Menen          | 3 - 0 | Pärnu             | 25-21, 25-21, 25-20               |
| 1º febbraio 2018 A.Y.S. Sport Hall, Baku Durata: 1h:15 - Spettatori: 450                | Lokomotiv Baku | 0 - 3 | Olympiakos        | 12-25, 20-25, 24-26               |
| 31 gennaio 2018 Minsk Sports Palace, Minsk Durata: 2h:01 - Spettatori: 700              | Budaŭnik Minsk | 2 - 3 | Maliye Piyango    | 24-26, 25-20, 25-15, 19-25, 12-15 |
| 31 gennaio 2018 KG Ermoupolīs D. Vikelas, Siro-Ermopoli Durata: 2h:17 - Spettatori: 550 | Foinikas Syro  | 3 - 2 | Montana           | 29-31, 25-22, 23-25, 25-22, 15-12 |
| 31 gennaio 2018 Sports Hall Benfica, Lisbona Durata: 1h:56 - Spettatori: 475            | Benfica        | 3 - 1 | Steaua Bucarest   | 25-19, 19-25, 25-15, 28-26        |
| 30 gennaio 2018 Městská Hala Vodova, Brno Durata: 1h:25 - Spettatori: 1 489             | Brno           | 0 - 3 | Porto Robur Costa | 23-25, 27-29, 23-25               |

#### Squadre qualificate
- Menen
- Montana
- Olympiakos
- Porto Robur Costa
- Benfica
- Gazprom-Jugra
- Näfels
- Maliye Piyango

### Quarti di finale

#### Andata
| 14 febbraio 2018 Linth-arena, Glarona Nord Durata: 1h:49 - Spettatori: 650         | Näfels            | 1 - 3 | Gazprom-Jugra | 26-24, 17-25, 22-25, 23-25 |
| 14 febbraio 2018 CC De Steiger, Menen Durata: 1h:44 - Spettatori: 850              | Menen             | 1 - 3 | Olympiakos    | 17-25, 25-16, 22-25, 21-25 |
| 14 febbraio 2018 Başkent Voleybol Salonu, Ankara Durata: 1h:17 - Spettatori: 1 100 | Maliye Piyango    | 3 - 0 | Montana       | 25-20, 25-18, 25-22        |
| 14 febbraio 2018 PalaDeAndré, Ravenna Durata: 1h:51 - Spettatori: 1 250            | Porto Robur Costa | 3 - 1 | Benfica       | 22-25, 25-22, 25-23, 25-20 |

#### Ritorno
| 28 febbraio 2018 Prem'er-Arena, Surgut Durata: 1h:57 - Spettatori: 1 500      | Gazprom-Jugra | 3 - 2 | Näfels            | 25-23, 20-25, 25-13, 22-25, 15-10 |
| 1º marzo 2018 Melina Merkourī Hall, Rentis Durata: 1h:09 - Spettatori: 800    | Olympiakos    | 3 - 0 | Menen             | 25-17, 25-19, 25-21               |
| 27 febbraio 2018 Mladost Montana, Montana Durata: 1h:11 - Spettatori: 780     | Montana       | 0 - 3 | Maliye Piyango    | 22-25, 16-25, 14-25               |
| 28 febbraio 2018 Sports Hall Benfica, Lisbona Durata: 2h:18 - Spettatori: 856 | Benfica       | 2 - 3 | Porto Robur Costa | 21-25, 25-22, 25-18, 22-25, 14-16 |

#### Squadre qualificate
- Olympiakos
- Porto Robur Costa
- Gazprom-Jugra
- Maliye Piyango

### Semifinali

#### Andata
| 14 marzo 2018 Prem'er-Arena, Surgut Durata: 1h:22 - Spettatori: 2 150 | Gazprom-Jugra     | 0 - 3 | Olympiakos     | 21-25, 21-25, 19-25 |
| 14 marzo 2018 PalaDeAndré, Ravenna Durata: 1h:22 - Spettatori: 1 950  | Porto Robur Costa | 0 - 3 | Maliye Piyango | 21-25, 19-25, 23-25 |

#### Ritorno
| 21 marzo 2018 Melina Merkourī Hall, Rentis Durata: 1h:21 - Spettatori: 1 100    | Olympiakos     | 3 - 0 | Gazprom-Jugra     | 25-22, 25-17, 25-21                          |
| 21 marzo 2018 Başkent Voleybol Salonu, Ankara Durata: 2h:03 - Spettatori: 1 000 | Maliye Piyango | 1 - 3 | Porto Robur Costa | 22-25, 25-22, 19-25, 19-25 Golden set: 14-16 |

#### Squadre qualificate
- Olympiakos
- Porto Robur Costa

### Finale

#### Andata
| 4 aprile 2018 PalaDeAndré, Ravenna Durata: 2h:11 - Spettatori: 3 200 | Porto Robur Costa | 3 - 1 | Olympiakos | 26-24, 23-25, 25-20, 25-23 |

#### Ritorno
| 11 aprile 2018 Stadio della pace e dell'amicizia, Il Pireo Durata: 1h:56 - Spettatori: 11 800 | Olympiakos | 1 - 3 | Porto Robur Costa | 26-28, 25-23, 20-25, 18-25 |

#### Squadra campione
- Porto Robur Costa

## Statistiche
| Rendimento individuale | Rendimento individuale | Rendimento individuale | Rendimento individuale |
| Pos.                   | Nome                   | Punti                  | Squadra                |
| ---------------------- | ---------------------- | ---------------------- | ---------------------- |
| 1                      | Paul Buchegger         | 203                    | Porto Robur Costa      |
| 2                      | Mikko Oivanen          | 161                    | Olympiakos             |
| 3                      | Oliver Venno           | 144                    | Maliye Piyango         |
| 3                      | Todor Aleksiev         | 144                    | Olympiakos             |
| 5                      | Jeroen Rauwerdink      | 131                    | Olympiakos             |
| 6                      | Julien Winkelmuller    | 112                    | Menen                  |
| 7                      | José Martínez          | 110                    | Näfels                 |
| 8                      | Cristian Poglajen      | 107                    | Porto Robur Costa      |
| 9                      | Nicolas Maréchal       | 100                    | Porto Robur Costa      |
| 10                     | Mihajlo Stanković      | 97                     | Maliye Piyango         |

| Attacchi vincenti | Attacchi vincenti   | Attacchi vincenti | Attacchi vincenti |
| Pos.              | Nome                | Punti             | Squadra           |
| ----------------- | ------------------- | ----------------- | ----------------- |
| 1                 | Paul Buchegger      | 174               | Porto Robur Costa |
| 2                 | Mikko Oivanen       | 137               | Olympiakos        |
| 3                 | Todor Aleksiev      | 125               | Olympiakos        |
| 4                 | Oliver Venno        | 122               | Maliye Piyango    |
| 5                 | Jeroen Rauwerdink   | 114               | Olympiakos        |
| 6                 | Julien Winkelmuller | 99                | Menen             |
| 7                 | José Martínez       | 92                | Näfels            |
| 8                 | Cristian Poglajen   | 90                | Porto Robur Costa |
| 9                 | Bogdan Glivenko     | 82                | Gazprom-Jugra     |
| 10                | Nicolas Maréchal    | 81                | Porto Robur Costa |

| Muri vincenti | Muri vincenti     | Muri vincenti | Muri vincenti     |
| Pos.          | Nome              | Punti         | Squadra           |
| ------------- | ----------------- | ------------- | ----------------- |
| 1             | Marcus Böhme      | 35            | Olympiakos        |
| 2             | Giōrgos Petreas   | 26            | Olympiakos        |
| 3             | Petar Krsmanović  | 24            | Gazprom-Jugra     |
| 4             | Kemal Kayhan      | 19            | Maliye Piyango    |
| 5             | Aleksej Safonov   | 18            | Gazprom-Jugra     |
| 5             | Thomas Brändli    | 18            | Näfels            |
| 7             | Ivan Latunov      | 17            | Montana           |
| 8             | Henri Treial      | 16            | Karlovarsko       |
| 8             | Renzo Mendoza     | 16            | Brno              |
| 8             | Flávio Soares     | 16            | Benfica           |
| 8             | Krasimir Georgiev | 16            | Porto Robur Costa |
| 8             | Enrico Diamantini | 16            | Porto Robur Costa |
| 8             | Paul Buchegger    | 16            | Porto Robur Costa |
| 8             | Mikko Oivanen     | 16            | Olympiakos        |

| Battute vincenti | Battute vincenti      | Battute vincenti | Battute vincenti  |
| Pos.             | Nome                  | Punti            | Squadra           |
| ---------------- | --------------------- | ---------------- | ----------------- |
| 1                | Mihajlo Stanković     | 15               | Maliye Piyango    |
| 2                | Oliver Venno          | 14               | Maliye Piyango    |
| 3                | Paul Buchegger        | 13               | Porto Robur Costa |
| 4                | Nicolas Maréchal      | 11               | Porto Robur Costa |
| 4                | Cristian Poglajen     | 11               | Porto Robur Costa |
| 6                | Stanisław Wawrzyńczyk | 10               | VKP Nitra         |
| 6                | Kirill Klets          | 10               | Montana           |
| 8                | Bojan Jordanov        | 9                | Foinikas Syro     |
| 8                | Santiago Orduna       | 9                | Porto Robur Costa |
| 8                | Marcus Böhme          | 9                | Olympiakos        |